# Anarchistische Föderation

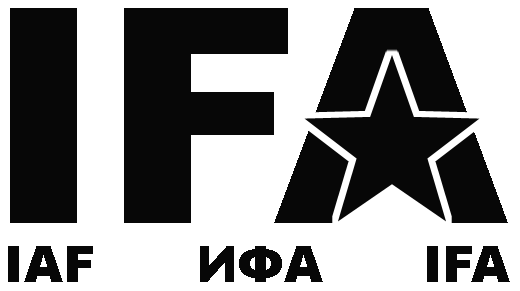
Logo der Internationale der Anarchistischen Föderationen

Eine Anarchistische Föderation ist eine anarchistische Organisationsform. In Anarchistischen Föderationen schließen sich anarchistische Gruppen, Einzelpersonen und andere Anarchistische Föderationen zusammen. Anarchistische Föderationen existieren auf verschiedenen Ebenen, wie Großstädten, Regionen, Ländern und Sprachgebieten. Als internationaler Zusammenschluss der Anarchistischen Föderationen fungiert die Internationale der Anarchistischen Föderationen, der aber nicht alle Anarchistischen Föderationen angehören.

## Organisationsform
Der Zusammenschluss in einer Anarchistischen Föderation ist freiwillig und auf solidarischer Basis. Anarchistische Föderationen sind heute meist für die verschiedenen Strömungen des Anarchismus offen. Traditionell waren sie anarcho-kommunistisch orientiert.
In Anarchistischen Föderationen gibt es keinen gewählten Vorstand, sondern Mitglieder, die ein imperatives Mandat für verschiedene Aufgaben innehaben. Diese werden Sekretariate genannt. Anarchistische Föderationen sind von unten nach oben strukturiert, in dem Sinne, dass Kongresse stattfinden, diese aber nur von Delegierten ohne Entscheidungsbefugnis besucht werden und nur zum Gedankenaustausch dienen. Beschlüsse ihre Angelegenheiten betreffend werden von den lokalen oder regionalen Föderationen und Gesamtmitgliederversammlungen nach dem Konsensprinzip erlassen.

## Anarchistische Föderationen international

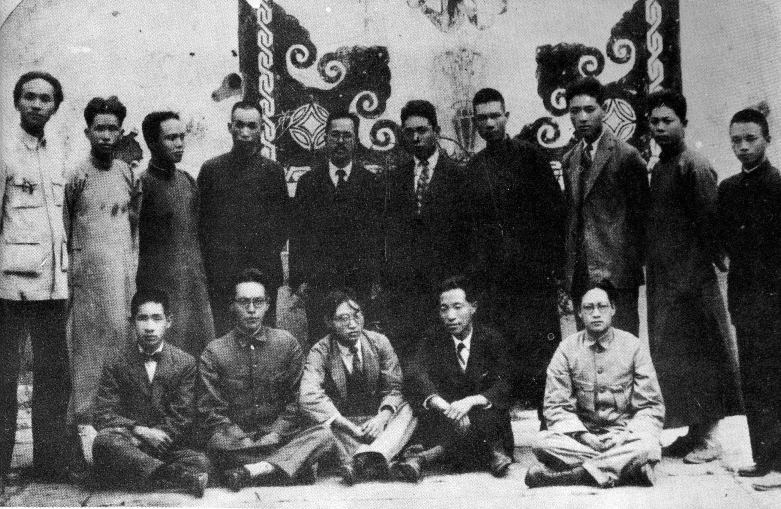
Mitglieder der Anarchistischen Föderation Koreas, 1928

Überregional gibt es Anarchistische Föderationen in Gebieten mit gemeinsamer Sprache (z. B. französischsprachige Fédération Anarchiste) oder regional (z. B. Federación Anarquista Ibérica für Spanien und Portugal) oder Ländern (z. B. Federazione Anarchica Italiana in Italien oder Federacja Anarchistyczna in Polen). Anarchistische Föderationen gibt es auch in den Amerikas (z. B. Common Struggle in Nordamerika) und Afrika.

## Deutschsprachiger Raum: Föderation deutschsprachiger Anarchisten
Im deutschsprachigen Raum existieren im Gegensatz zu den anderen europäischen Sprachgebieten nur wenige lokale anarchistische Föderationen. Die Föderation des deutschsprachigen Raumes ist nach verschiedenen gescheiterten Ansätzen zurzeit im Aufbau. Die Föderation deutschsprachiger Anarchist*innen (FdA) ist Mitglied der Internationale der Anarchistischen Föderationen.
Geschichte

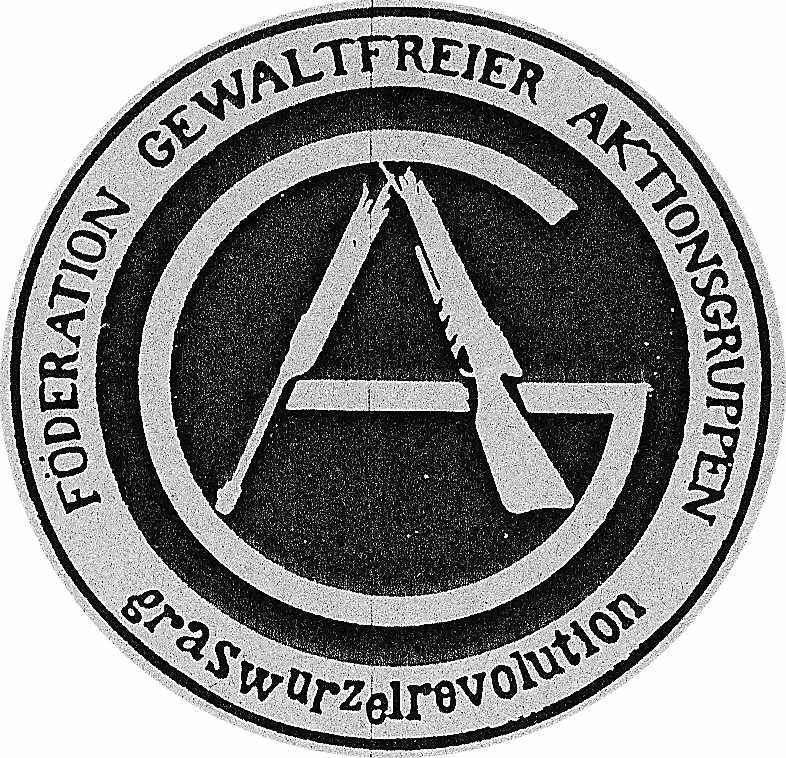
Logo der Föderation Gewaltfreier Aktionsgruppen

Seit den 1960er Jahren gab es in der Bundesrepublik Deutschland, über die lokalen anarchistischen Gruppen hinaus, immer wieder Ansätze zur Bildung anarchistischer Organisationen. Es bildeten sich immer wieder lokale und regionale Netzwerke, Föderationen, Zeitungsgruppen, Initiativen, Kommunen, selbstverwaltete Betriebe und andere. Der Aufbau einer länderübergreifenden Föderation jedoch gelang trotz diverser Versuche bislang nicht und auch die meisten anderen Organisationsansätze erwiesen sich allzu oft als recht kurzlebig. Am stabilsten waren bisher richtungsspezifische Organisationen wie die Graswurzelbewegung mit der Föderation Gewaltfreier Aktionsgruppen, der es aufgrund ihrer mehr oder minder eingeschränkten Zielgruppen und Wirkungsbereiche nur sehr bedingt gelingen konnte, die Aufgaben eines nicht vorhandenen richtungsübergreifenden anarchistischen Netzwerks in Deutschland stellvertretend auszufüllen. 
Den derzeit letzten Versuch, eine richtungsübergreifende anarchistische Föderation im deutschsprachigen Gebiet aufzubauen, startete 1989 die I-AFD (Initiative für eine anarchistische Föderation in Deutschland). Bewusst als Initiativgruppe und nicht als Föderation auftretend, um von vornherein Anfeindungen durch den Vorwurf des Anspruchs auf „Alleinvertretung“ oder Ähnliches zu vermeiden, versuchte die I-AFD einerseits ein Netzwerk der bestehenden Gruppierungen anzustoßen und andererseits eine bessere Ansprechbarkeit und Integration der zahlreichen Einzelpersonen zu ermöglichen. Ziel sollte insbesondere eine Steigerung der Wirksamkeit der Aktivitäten, eine stärkere Präsenz in der Öffentlichkeit und ein besserer Informationsfluss sein.
Obwohl nur eine Initiative, wurde die I-AFD in die Internationale der anarchistischen Föderationen (IFA) aufgenommen, um auch die anarchistische Bewegung im deutschsprachigen Gebiet wieder in den internationalen Anarchismus einzubinden.

Logo der Föderation deutschsprachiger Anarchist*innen

Im Jahr 2000 wurde bei einem letzten Treffen nach einer Analyse des Zustands, der Mängel, aber auch der Potenziale und Chancen der anarchistischen Bewegung im deutschsprachigen Gebiet der Versuch I-AFD beendet. Die verbliebenen Aktivisten gründeten im Anschluss das Forum deutschsprachiger Anarchistinnen und Anarchisten (FdA), um die aufgebauten internen und internationalen Kontakte aufrechterhalten zu können und weiterhin eine Basis für ein anarchistisches Leben zu ermöglichen.
Ostern 2003 fand das Internationale SekretärInnen-Treffen der IFA (Crifa) erstmals im deutschsprachigen Raum statt. Motiviert durch die Berichte von und direkte Kontakte zu Anarchisten aus anderen Ländern auf dem Treffen entstand daraufhin aus dem lockeren Netzwerk „Anarchistisches Regionaltreffen Rhein-Neckar-Pfalz“ die „Anarchistische Föderation Rhein-Neckar-Pfalz (AF RNP)“. Als regionale Föderation hat sie sich dem FdA angeschlossen. Durch eine Vernetzungsinitiative der AF RNP im Sommer 2003 konnten weitere Kontakte zu anarchistischen Gruppen im deutschsprachigen Raum geknüpft werden.

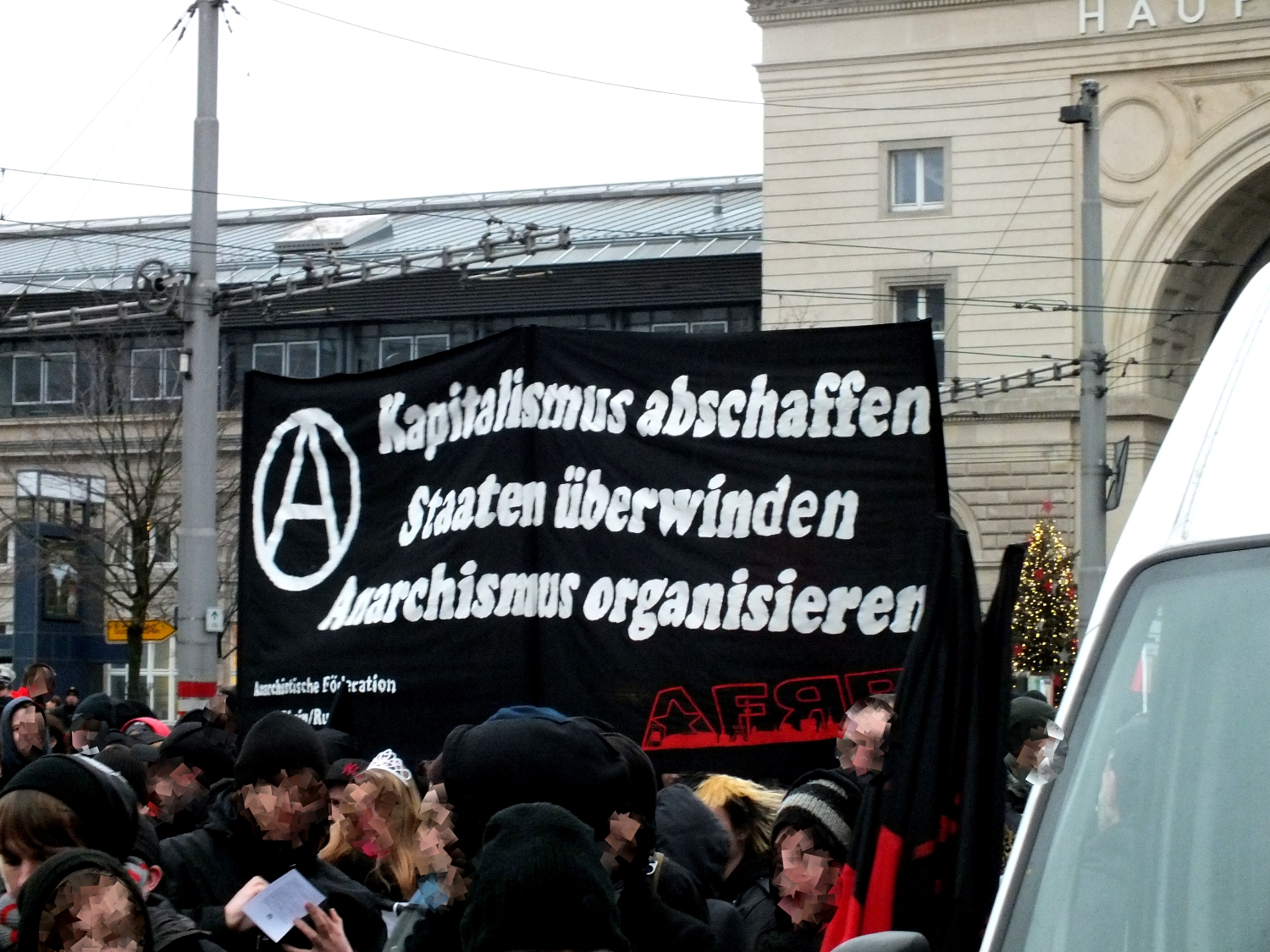
Transparent der Anarchistischen Föderation Rhein/Ruhr auf einer Demonstration in Mannheim, 2012

Auf dem Jahrestreffen der FdA in Elmstein im Februar 2004 wurden die Strukturen, Grundsätze und Ziele des FdA konkretisiert und ein Maßnahmenkatalog für den weiteren Aufbau und die Arbeit erstellt. Auf den beiden Kongressen in Köln 2005 wurde eine Prinzipienerklärung mit Statuten erarbeitet und angenommen. Seitdem findet unregelmäßig ein Kongress an verschiedenen deutschsprachigen Orten statt. Das FdA hatte 2008 etwa fünf Gruppen und 80 Personen als Mitglieder in Deutschland und der Schweiz. Im November 2012 verdoppelte das FdA ihre Zahl lokaler Gruppen mit dem Beitritt des Anarchistischen Netzwerks Südwest auf über 20. Mit dem A4 Druckerei-kollektiv aus Zürich im selben Monat wurde der erste Betrieb Mitglied des FdA.
2009 veranstaltete die anarchistische Föderation Berlin einen Anarchistischen Kongress in Berlin.
Seit Januar 2011 gibt das FdA die Gǎidào (chin.: einen anderen Weg gehen) als Zeitung der anarchistischen Föderation (FdA-IFA) heraus. Sie erscheint monatlich als Onlinemagazin und seit Anfang 2013 auch in gedruckter Form. 
Das FdA war 2012 maßgeblich an der Vorbereitung des Anarchistischen Weltkongress 2012 in St-Imier (Schweiz) beteiligt. Es wurde das Jubiläum der ersten Antiautoritären Internationale (gegründet am selben Ort) gefeiert.
2013 benannte sich das FdA um in Föderation deutschsprachiger Anarchist*innen.